# 堀川町 (基隆市)

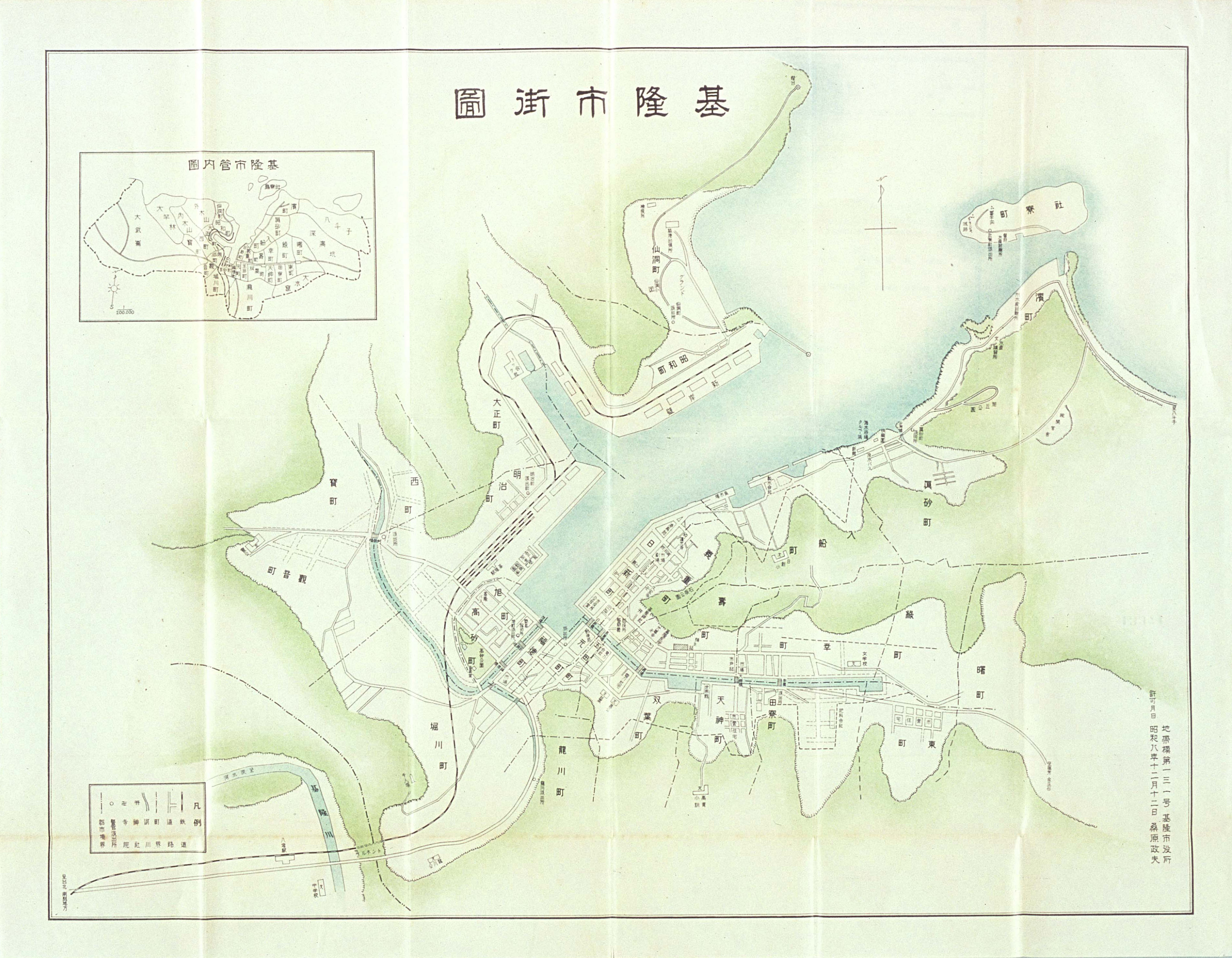
基隆市街圖

堀川町為台灣日治時期臺北州基隆市的一個町，於基隆市自昭和6年（1931年）10月1日實施町名改正後設置，位於獅球嶺一帶；當地原屬於基隆市大字獅球嶺、石硬港和基隆的和興頭。
堀川町約為現今地籍成功段的範圍，約為仁愛區書院里、獅球里、文安里、崇文里、光華里、兆連里、朝棟里和曲水里。

## 町內設施

基隆重砲兵大隊兵營

- 基隆衛戍病院
- 基隆重炮兵大隊
- 石井鐵工所
- 丸越鑛泉製冰合資會社
- 千人塚和招魂碑
- 天台宗修驗道大日山法王寺